# William Pleydell-Bouverie (5e comte de Radnor)
William Pleydell-Bouverie (19 juin 1841 - 3 juin 1900), vicomte Folkestone, puis 5e comte de Radnor, est un homme politique britannique.

## Biographie
Fils de Jacob Pleydell-Bouverie (4e comte de Radnor) et petit-fils de James Grimston (1er comte de Verulam), il est membre de la Chambre des communes de 1874 à 1889.
En 1885, il est admis au Conseil privé et est nommé Treasurer of the Household dans le cabinet de Lord Salisbury.
Il succède à son père dans le titre de comte de Radnor et à la Chambre des lords en 1889.
Marié à la sœur de Lord Chaplin en 1866, il est le père de Jacob Pleydell-Bouverie (6e comte de Radnor) et le beau-père de Edward Bootle-Wilbraham (2e comte de Lathom) (en).

## Sources
- (en) Cet article est partiellement ou en totalité issu de l’article de Wikipédia en anglais intitulé « William Pleydell-Bouverie, 5th Earl of Radnor » (voir la liste des auteurs).